# Typ 055
Der Typ 055 (nach NATO-Codename als Renhai-Klasse bezeichnet) ist eine Klasse von acht Lenkwaffenzerstörern der Marine der Volksrepublik China, die seit 2020 in Dienst stehen.

## Allgemeines
Der Typ 055, von der NATO als Lenkwaffenkreuzer klassifiziert, ist eine Weiterentwicklung der vorherigen Zerstörerklasse (Typ 052D, auch als Luyang-III-Klasse bezeichnet), und soll diese teilweise im Dienst ergänzen. Der Typ 055 wird von der US Navy als Schiff der Hochseemarine betrachtet und dient primär als Eskorte für chinesische Flugzeugträger mit einer ähnlichen Rolle wie die Kreuzer der Ticonderoga-Klasse der US Navy.

## Einheiten
| Kennung | Name            | Bauwerft                                            | Stapellauf         | Indienststellung  | Bemerkungen (Flotte) |
| ------- | --------------- | --------------------------------------------------- | ------------------ | ----------------- | -------------------- |
| 101     | Nanchang (南昌) | Jiangnan Shipyard, Shanghai                         | 28. Juni 2017      | 12. Januar 2020   | aktiv (Nordflotte)   |
| 102     | Lhasa (拉萨)    | Jiangnan Shipyard, Shanghai                         | 28. April 2018     | 7. März 2021      | aktiv (Nordflotte)   |
| 105     | Dalian (大连)   | Dalian Shipbuilding Industry Company (DSIC), Dalian | 3. Juli 2018       | 23. April 2021    | aktiv (Südflotte)    |
| 106     | Yan’an (延安)   | Dalian Shipbuilding Industry Company (DSIC), Dalian | 3. Juli 2018       | 22. Februar 2022  | aktiv (Südflotte)    |
| 103     | Anshan (鞍山)   | Jiangnan Shipyard, Shanghai                         | 12. September 2019 | 11. November 2021 | aktiv (Nordflotte)   |
| 107     | Zunyi (遵义)    | DSIC, Dalian                                        | 26. Dezember 2019  | November 2022     | aktiv (Südflotte)    |
| 104     | Wuxi (无锡)     | Jiangnan Shipyard, Shanghai                         | 9. Mai 2020        | 10. März 2022     | aktiv (Nordflotte)   |
| 108     | Xianyang (咸阳) | DSIC, Dalian                                        | 20. August 2020    | Dezember 2022     | aktiv (Südflotte)    |

## Technik

### Rumpf und Antrieb
Der Rumpf eines Zerstörers des Typ 055 ist 180 Meter lang, 20 Meter breit und hat bei einer maximalen Verdrängung von mehr als 12.000 Tonnen einen Tiefgang von 6,6 Metern. Der Antrieb erfolgt durch vier Haupt- und sechs zusätzliche Gasturbinen (COGAG-Antrieb).
Die Leistung wird an zwei Wellen mit je einer Schraube abgegeben. Die Höchstgeschwindigkeit beträgt 30 Knoten (56 km/h).

### Bewaffnung
Die Bewaffnung besteht aus einem 130-mm-Geschütz, zwei Senkrechtstartanlagen (Vertical Launching System) mit je 48 und 64 Zellen. Diese können Marschflugkörper, Seezielflugkörper, HHQ-9-Flugabwehrraketen und Anti-U-Boot-Raketen aufnehmen. Des Weiteren ist ein rohrbasiertes 30-mm-Nahbereichsabwehrsystem H/PJ-11 vor der Brücke installiert und ein Starter für 24 HHQ10-Kurzstrecken-Flugabwehrraketen im hinteren Teil des Schiffes. Dort sind ebenfalls vier Täuschkörperwerfer vom Typ 726-4 mit je 18 Rohren vorhanden. Zur U-Bootjagd und weiterer Aufgaben wird ein Hubschrauber des Typs Harbin Z-9C oder ein Z-18F mitgeführt.

## Besatzung
Die Besatzung hatte eine Stärke von 380 Offizieren, Unteroffizieren und Mannschaften.